# کیپرس (کالیفرنیا)
کیپرس (به انگلیسی: Cypress) شهری در شهرستان اورنج، کالیفرنیا ایالت کالیفرنیا است که در سرشماری سال ۲۰۱۰ میلادی، ۴۷۸۰۲ نفر جمعیت داشته‌است.